# Kultura Kulli
Kultura Kulli – neolityczna kultura, rozwijająca się na terenie Mekranu na Półwyspie Indyjskim. Charakterystyczne dla tej kultury są małe szkatułki wykonane z miękkiego kamienia i ozdobionych wzorami linearnymi. Na stanowiskach tej kultury znajdowane też są często figurki byków.